# Le Mont-Saint-Adrien
Le Mont-Saint-Adrien település Franciaországban, Oise megyében. Lakosainak száma 648 fő (2022. január 1.). Le Mont-Saint-Adrien Beauvais, Fouquenies, Goincourt, Pierrefitte-en-Beauvaisis, Saint-Germain-la-Poterie, Saint-Paul és Savignies községekkel határos.

## Népesség
A település népességének változása:
| Lakosok száma | 620  | 642  | 669  | 647  | 645  | 643  | 642  | 652  | 648  |
|               | 2013 | 2015 | 2016 | 2017 | 2018 | 2019 | 2020 | 2021 | 2022 |